# Канјон Крик (Тексас)
Канјон Крик (енгл. Canyon Creek) насељено је место без административног статуса у америчкој савезној држави Тексас.

## Демографија
По попису из 2010. године број становника је 916.
| Група             | 2000.    | 2010.       |
| Белци             | 0 (0,0%) | 747 (81,6%) |
| Афроамериканци    | 0 (0,0%) | 8 (0,9%)    |
| Азијати           | 0 (0,0%) | 2 (0,2%)    |
| Хиспаноамериканци | 0 (0,0%) | 134 (14,6%) |
| Укупно            | 0        | 916         |